# Oksegalde
Oksegalde er normalt galde fra køer. Det er en grønlig-brun væske der indeholder kolesterol, lecitin, taurocholsyre, og glycocholsyre. Blandet med alkohol kan det anvendes som befugtningsmiddel ved papirmarmorering, gravering, litografi, og akvarelmaling.